# Гента Исмајли
Гентијана Исмајли (алб. Gentiana Ismajli; Гњилане, 12. април 1983), позната као Гента Исмајли (алб. Genta Ismajli), албанска је певачица, текстописац и глумица са Косова и Метохије.

## Биографија
Рођена је 12. априла 1983. године у Гњилану, као део албанске породице која се пре њеног рођења преселила у Гњилане. Неколико месеци након њеног рођења, њени родитељи су одлучили да се преселе у Чикаго, где је и одрасла. Са 19 година се вратила на Косово и Метохију и објавила песму „Dridhem”. Песма је убрзо постала хит, а тиме је и започета Гентина каријера. Касније се за стално преселила на Косово и Метохију, а учествовала је на неколико музичких такмичења, како у Албанији тако и на Косову и Метохији. Године 2005. победила је на такмичењу Kënga Magjike са песмом „S'dua tjetër” коју је компоновао Адријан Хиља, албански композитор, освојивши 292 поена. Наставила је каријеру још три године у Албанији и на Косову и Метохији. Имала је велики успех, али се затим вратила у САД како би провела време са родитељима, док се касније вратила у Албанију са новим пројектима на уму.
Пева углавном комерцијалне поп песме. Позната је по својим енергичним плесним наступима, као и заразним поп и хип хоп песмама. Учествовала је на првој сезони албанског такмичења Dancing with the Stars, где је заузела друго место.
Касније је почела да пева на енглеском језику, док је песме објавила на свом албуму из 2008. године, првом албуму који је у потпуности на енглеском језику. Многе од ових песама су процуриле на интернет пре објављивања албума. Већину песама на албуму написала је Кара Диогарди. Гента је у својим интервјуима изјавила да жели да буде позната певачица, а у Америци ради са познатим композиторима и текстописцима.
Године 2011. објавила је албум Guximi који је сниман на енглеском и албанском језику. Њене песме на енглеском су „One Shot”, „Accident”, „”, „”, „Intoxicated”, „Choose” и дебитантски сингл на енглеском језику, „Planet Me”.

## Дискографија

### Албуми
- (2004)
- (2005)
- (2006)
- (2008)
- (2011)
- (2011)

### Компилацијски албуми
- (2014)